# Seleção Argentina de Handebol Feminino

A seleção argentina de handebol feminino é uma equipe sul-americana composta pelas melhores jogadoras de handebol da Argentina. A equipe é mantida pela Confederação Argentina de Handebol.

## Títulos
- Campeonato Pan-Americano (1): 2009
- Jogos Sul-Americanos (2): 2006 e 2010